# Skam (franchise)

Logo del franchise

Skam, nata come webserie drammatica norvegese, ha dato origine ad un franchise che include, oltre alla serie originale, otto remake, alcune serie ispirate all'originale, una serie di spettacoli teatrali in Danimarca e una serie di libri.

## Serie televisive
NRK ha venduto a network di vari paesi il format di Skam. Nel 2018 sono iniziate le programmazioni dei vari remake:
| Paese             | Titolo              | Rete                     | Premiere          | Luogo                                    | Protagonista   | Protagonista      | Protagonista                   | Protagonista    | Protagonista     | Protagonista     | Protagonista    | Protagonista   | Protagonista  | Protagonista  | Protagonista  | Protagonista  |
| Paese             | Titolo              | Rete                     | Premiere          | Luogo                                    | 1              | 2                 | 3                              | 4               | 5                | 6                | 7               | 8              | 9             | 10            | 11            | 12            |
| ----------------- | ------------------- | ------------------------ | ----------------- | ---------------------------------------- | -------------- | ----------------- | ------------------------------ | --------------- | ---------------- | ---------------- | --------------- | -------------- | ------------- | ------------- | ------------- | ------------- |
| Norvegia          | SKAM                | NRK                      | 25 settembre 2015 | Hartvig Nissen School, Oslo              | Eva Mohn       | Noora Sætre       | Isak Valtersen                 | Sana Bakkoush   | Conclusa         | Conclusa         | Conclusa        | Conclusa       | Conclusa      | Conclusa      | Conclusa      | Conclusa      |
| Francia           | Skam France         | France.tv Slash France 4 | 5 febbraio 2018   | Lycée Dorian, Parigi                     | Emma Borgès    | Manon Demissy     | Lucas Lallemant                | Imane Bakhellal | Arthur Broussard | Lola Lecomte     | Tiffany Prigent | Bilal Cherif   | Maya Etienne  | Anaïs Rocha   | Rym Brahimi   | Maël Le Gall  |
| Belgio (Vallonia) | RTBF Auvio La Trois |                          | 5 febbraio 2018   | Lycée Dorian, Parigi                     | Emma Borgès    | Manon Demissy     | Lucas Lallemant                | Imane Bakhellal | Arthur Broussard | Lola Lecomte     | Tiffany Prigent | Bilal Cherif   | Maya Etienne  | Anaïs Rocha   | Rym Brahimi   | Maël Le Gall  |
| Germania          | Druck               | funk ZDFneo              | 24 marzo 2018     | Barnim-Gymnasium, Berlino                | Hanna Jung     | Mia Winter        | Matteo Florenzi                | Amira Mahmood   | Nora Machwitz    | Fatou Jallow     | Isi Inci        | Mailin Richter | Conclusa      | Conclusa      | Conclusa      | Conclusa      |
| Italia            | Skam Italia         | TIMvision Netflix        | 29 marzo 2018     | Liceo J. F. Kennedy, Roma                | Eva Brighi     | Martino Rametta   | Eleonora Sava                  | Sana Allagui    | Elia Santini     | Asia Giovannelli | Da confermare   | Da confermare  | Da confermare | Da confermare | Da confermare | Da confermare |
| Stati Uniti       | Skam Austin         | Facebook Watch           | 27 aprile 2018    | Bouldin High School, Austin, Texas       | Megan Flores   | Grace Olsen       | Conclusa                       | Conclusa        | Conclusa         | Conclusa         | Conclusa        | Conclusa       | Conclusa      | Conclusa      | Conclusa      | Conclusa      |
| Spagna            | Skam España         | Movistar+                | 16 settembre 2018 | Instituto Isabel la Católica, Madrid     | Eva Vázquez    | Cris Soto         | Nora Grace / Viri Gómez García | Amira Naybet    | Conclusa         | Conclusa         | Conclusa        | Conclusa       | Conclusa      | Conclusa      | Conclusa      | Conclusa      |
| Paesi Bassi       | Skam NL             | NTR                      | 16 settembre 2018 | St-Gregorius College, Utrecht            | Isa Keijser    | Liv Reijners      | Conclusa                       | Conclusa        | Conclusa         | Conclusa         | Conclusa        | Conclusa       | Conclusa      | Conclusa      | Conclusa      | Conclusa      |
| Belgio (Fiandre)  | WtFOCK              | VIER VIJF wtFOCK.be      | 10 ottobre 2018   | Koninklijk Atheneum Berchem, Anversa     | Jana Ackermans | Zoë Loockx        | Robbe IJzermans                | Kato Fransen    | Yasmina Ait Omar | Ada Konings      | Anaïs Davis     | Otis Rojas     | Conclusa      | Conclusa      | Conclusa      | Conclusa      |
| Croazia           | SRAM                | HRT                      | 27 Ottobre 2024   | Vladimir Prelog Science School, Zagabria | Eva Šilović    | Nora Klarić Šelem | Da confermare                  | Da confermare   | Da confermare    | Da confermare    | Da confermare   | Da confermare  | Da confermare | Da confermare | Da confermare | Da confermare |

Data di uscita e durata di ogni stagione della serie, per nazione.

### Adattamenti cancellati
Nel corso del mese di marzo MTV Brasile ha ottenuto i diritti per tale remake. Il remake brasiliano della serie è stato annunciato nell'agosto 2019. La prima stagione è prevista per l'autunno del 2020 e la seconda stagione per la primavera del 2021. La serie non è stata tuttavia realizzata.
A maggio 2020 sono stati aperti i casting a Pechino per la versione cinese di Skam, intitolata 叛逆, letteralmente "ribelle". La serie ruota attorno a un gruppo di dieci adolescenti che frequentano l'università. La serie è prodotta da Youku e Feng Sheng Yue Dong Times Culture Media. La serie non è stata tuttavia realizzata.
Erano previsti altri adattamenti dello show, che non sono stati realizzati:
- Polonia[13]
- Grecia[14][15]
- Turchia[16][17]
- Portogallo[18]
- Perù[19]
- Marocco[20]

### Nomi dei personaggi
In ogni adattamento i personaggi hanno nomi differenti.
| SKAM (Norvegia)                         | SKAM France             | SKAM Germania                | SKAM Italia               | SKAM Austin                 | SKAM España                                        | SKAM NL               | Skam Belgio       |
| --------------------------------------- | ----------------------- | ---------------------------- | ------------------------- | --------------------------- | -------------------------------------------------- | --------------------- | ----------------- |
| Eva Kviig Mohn                          | Emma Borgès             | Hanna Jung                   | Eva Brighi                | Megan Flores                | Eva Vázquez Villanueva                             | Isa Keijser           | Jana Ackermans    |
| Noora Amalie Sætre                      | Manon Demissy           | Mia Amalie Winter            | Eleonora Francesca Sava   | Grace Olsen                 | Nora Grace                                         | Liv Reijners          | Zoë Loockx        |
| Isak Valtersen                          | Lucas Lallemant         | Matteo Florenzi              | Martino Rametta           | Shay Dixon                  | Lucas Rubio Fernández (s1) Cristina Soto Peña (s2) | Lucas van Der Heijden | Robbe IJzermans   |
| Sana Bakkoush                           | Imane Bakhellal         | Amira Thalia Mahmood         | Sana Allagui              | Zoya Ali                    | Amira Naybet                                       | Imaan Elami           | Yasmina Ait Omar  |
| Jonas Noah Vasquez                      | Yann Cazas              | Jonas Augustin               | Giovanni Garau            | Marlon Frazier              | Jorge Crespo Gimeno (s1) Amira Naybet (s2)         | Kes Senova            | Jens Stoffels     |
| Vilde Hellerud Lien                     | Daphné Lecomte          | Kiki Machwitz                | Silvia Mirabella          | Kelsey Russell              | Elvira "Viri" Gómez García                         | Engel Beekman         | Amber Snoeckx     |
| Christina "Chris" Berg                  | Alexia "Alex" Martineau | "Sam" M'Pele                 | Federica "Fede" Cacciotti | Josefina "Jo" Valencia      | Cristina "Cris" Soto Peña                          | Janna Mertens         | Luca Lomans       |
| Christoffer "Penetrator-Chris" Schistad | Alexandre "Alex" Delano | Samuel "Sam" Fischer         | Federico "Fede" Canegallo | Jordan "Penetrator Jo" Díaz | Cristian "Cris" Miralles Haro                      | Gijs                  | Luka              |
| William Magnusson                       | Charles Munier          | Alexander Hardenberg         | Edoardo Incanti           | Daniel Williamson           | Alejandro Beltrán de Miguel                        | Noah Boom             | Senne De Smet     |
| Ingrid Theis Gaupseth                   | Ingrid Spielman         | Leonie Richter               | Laura Pandakovic          | Abigail "Abby" Heyward      | Inés Serrano Martínez                              | Olivia                | Britt Ingelbrecht |
| Sara Nørstelien                         | Sarah Blum              | Sara Adamczyk                | Sara                      | -                           | Alicia                                             | Tess                  | Sarah             |
| Even Bech Næsheim                       | Eliott Demaury          | David Schreibner             | Niccolò Fares             | -                           | Joana Bianchi Acosta                               | -                     | Sander Driesen    |
| Eskild Tryggvasson                      | Mickaël "Mika" Dolleron | Hans Brecht                  | Filippo Sava              | Eve Olsen                   | Lucas Rubio Fernández (s2) Emma Grace (s3)         | Ralph Hansen          | Milan Hendrickx   |
| Linn Larsen Hansen                      | Lisa                    | Linn Shira                   | -                         | -                           | -                                                  | Esra Aydin            | Lisa              |
| Nikolai Magnusson                       | Nicolas Munier          | Björn Quisling               | Andrea Incanti            | Clay Williamson             | Miquel Pombo Clemente                              | Morris Boom           | Viktor De Smet    |
| Magnus Fossbakken                       | Basile Savary           | Carlos Schmidt               | Luca “Luchino” Colosio    | -                           | Hugo Centeno                                       | -                     | Aaron Jacobs      |
| Mahdi Disi                              | Arthur Broussard        | Abdi Ates                    | Elia Santini              | Tyler Nunez                 | Dilan                                              | -                     | Moyo Makadi       |
| Emma W. Larzen                          | Chloé Farge Jeanson     | Sara Adamczyk                | Emma Covitti              | -                           | Rubén                                              | -                     | Noor Bauwens      |
| Sonja                                   | Lucille                 | Laura Schreibner             | Maddalena                 | -                           | Eloy Zuñiga                                        | -                     | Britt Ingelbrecht |
| Yousef Acar                             | Sofiane Alaoui          | Mohammed Razzouk             | Malik Doueiri             | -                           | Dani Soto Peña                                     | -                     | Younes            |
| Elias Bakkoush                          | Idriss Bakhellal        | Omar Mahmood e Essam Mahmood | Rami Allagui              | -                           | -                                                  | -                     | Elias Ait Omar    |

## Serie televisive ispirate a Skam

### Eagles
Il remake svedese della serie è stato annunciato nel maggio del 2018 e lo show è stato distribuito nella primavera del 2019. La serie nasce sulla scia dello show, ma ci saranno molte differenze rispetto allo show originale. La prima stagione include 8 episodi, e la serie ha avuto un totale di quattro stagioni. La decisione di non realizzare un remake fedele alla versione originale è legata al fatto che in Svezia sono stati acquisiti i diritti per la trasmissione, oltre che della serie originale, dei remake francese, tedesco e spagnolo. I remake sono disponibili a partire da marzo 2019. La scelta di rendere disponibili i remake è volta a migliorare l'apprendimento delle lingue francese, tedesca e spagnola.

### Zett
Zett è una serie austriaca del 2018. La serie nasce al fine di trasportare le tematiche di Skam sul suolo austriaco. La serie è stata creata da Maria Hrivatakis, Paul Harather, Daniel Lager, Enes Kas, Christopher Brenner, Leonie Fischer e Florian Niederstetter. La prima e unica stagione ha la durata complessiva di 51 clip.

## Libri
Nel settembre 2018, Julie Andem ha annunciato sul suo account Instagram, in collaborazione con la casa editrice norvegese Armada Forlag, quattro libri di Skam, uno per ogni stagione della serie. Tali libri includono manoscritti originali e inediti, con scene che non sono mai state filmate, parti che sono state successivamente tagliate, così come i commenti e i pensieri personali di Andem.
I libri saranno inoltre distribuiti in Danimarca, dalla Høst & Søn, nelle Isole Faer Oer, dalla BFL, in Finlandia, dalla WSOY, in Islanda, dalla Ugla, in Italia, dalla Giunti, in Polonia, dalla Rebis, in Russia, dalla Popcorn Books, e in Svezia, dalla Mondial.
In Norvegia il primo libro, "SKAM Season 1: Eva", è stato reso disponibile per l'acquisto lunedì 3 settembre 2018. A esso sono seguiti il secondo libro, "SKAM Season 2: Noora", reso disponibile lunedì 24 settembre, il terzo libro, "SKAM Season 3: Isak", lunedì 5 novembre e il quarto libro, "SKAM Season 4: Sana", lunedì 19 novembre.
In Italia i libri erano inizialmente previsti per ottobre 2019. Sono stati tutti pubblicati il 22 luglio 2020.

## Versione teatrale
Esiste una produzione teatrale danese ispirata alla serie norvegese. Ogni spettacolo, dalla durata di circa 1 ora e 20-30 minuti, include solo un atto, per cui non ci sono clip o account sui social media dei personaggi. A differenza degli altri remake, questa versione è ambientata a Oslo, come nella serie originale. I personaggi presentano gli stessi nomi della versione originale, fatta eccezione per Isak, trasformato in Isaac.

### Personaggi
- Eva, interpretata da Frieda Krøgholt o Fanny Leander Bornedal
- Jonas, interpretato da Sylvester Byder
- Isaac, interpretato da Mathias Käki Jørgensen o Lue Dittmann Støvelbæk
- Noora, interpretata da Josefine Frida
- Sana, interpretata da Asil Al-Asadi
- Chris, interpretata da Sofie Salée
- Vilde, interpretata da Nanna Finding Koppel o Coco Hjardemaal
- William, interpretato da Jonathan Stahlschmidt
- Eskild, interpretato da Andreas Dittmer
- Even, interpretato da Henrik Holm

### Produzioni

#### Skam 1: Eva
- Prima versione: 15 settembre - 4 novembre 2017[32]
- Seconda versione: 19 febbraio - 17 marzo 2018
- Terza versione: 26 novembre - 22 dicembre 2018[33][34]

#### Skam 2: Noora + William
- Prima versione: 14 settembre - 3 novembre 2018[35][36]
- Seconda versione: 10 gennaio 2019 - 13 gennaio 2019

#### Skam 3: Isaac & Even
- Prima versione: 29 settembre 2019 - 3 novembre 2019[37]
- Seconda versione: 13 novembre 2019 - 16 novembre 2019[38]

## Convention
Esistono diverse convention ufficiali di Skam. Ogni edizione ha incluso ospiti di diverse versioni di Skam.
- "Everything Is Love", anche nota con il nome norvegese "Alt Er Love";
- "High On Skam Convention";
- "Share the Love Con".

### Everything Is Love

#### Everything Is Love (prima edizione)
Organizzata il 1º aprile 2018, la prima edizione includeva tra gli ospiti:
- Assa Aïcha Sylla, Axel Auriant, Coline Preher, Léo Daudin, Lula Cotton-Frapier, Marilyn Lima, Michel Biel e Philippine Stindel da Skam France.
- Henrik Holm, Iman Meskini, Josefine Pettersen e Marlon Langeland da Skam.

#### Everything Is Love 2
Organizzata il 10 novembre 2018, la seconda edizione includeva tra gli ospiti:
- Assa Aïcha Sylla, Axel Auriant, Coline Preher, Lula Cotton-Frapier e Zoé Marchal da Skam France.
- Cecilie Martinsen, Henrik Holm, Herman Tommeraas, Kristina Ødegaard, Marlon Langeland, Simo Elhbabi e Thomas Hayes da Skam.

#### Everything Is Love 3
Organizzata il 12 maggio 2019, la terza edizione includeva tra gli ospiti:
- Anne-Sophie Soldaini, Assa Aïcha Sylla, Axel Auriant, Coline Preher, Laïs Salameh, Léo Daudin, Lula Cotton-Frapier, Marilyn Lima, Maxence Danet-Fauvel, Michel Biel, Moussa Sylla, Paul Scarfoglio, Philippine Stindel, Robin Migné e Zoé Marchal da Skam France.
- Adam Ezzari, Josefine Pettersen, Simo Elhbabi, Thomas Hayes e Ulrikke Falch da Skam.
- Beatrice Bruschi, Greta Ragusa, Ludovico Bessegato, Martina Lelio e Rocco Fasano da Skam Italia.

#### Everything Is Love 4
Organizzata il 21 e il 22 settembre 2019, la quarta edizione includeva tra gli ospiti:
- Anselm Bresgott, Juliane Schütze, Leanora Zoë Voss, Lilly Dreesen, Luise Emilie Tschersich e Lukas von Horbachewski da Druck.
- Axel Auriant e Maxence Danet-Fauvel da Skam France.
- Rocco Fasano da Skam Italia.

#### Everything Is Love 5
Organizzata il 21 e il 22 marzo 2020, la quinta edizione includeva tra gli ospiti:
- Cengiz Al da Skam.
- Lukas von Horbachewski da Druck.
- Axel Auriant, Coline Preher e Maxence Danet-Fauvel da Skam France.
- Federico Cesari e Rocco Fasano da Skam Italia.
- Florian Regtien e Zoë Love Smith da Skam NL.

### High On Skam Convention

#### Prima edizione
Organizzata il 1° e il 2 dicembre 2018 ad Oslo, la prima edizione includeva tra gli ospiti:
- Federico Cesari, Lisa Teige, Marlon Langeland, Rakel Nesje, Rocco Fasano, Sacha Kleber Nyiligira, Ulrikke Falch

#### Seconda edizione
La seconda edizione, organizzata il 7 e l'8 dicembre 2019 a Roma, includeva tra gli ospiti:
- Arda Görkem, Assa Aïcha Sylla, Carl Bagnar, Coline Preher, Hassan Kello, Henrik Holm, Iman Meskini, Ina Svenningdal, Jobel Mokonzi, Juliane Schütze, Laïs Salameh, Louis Daniel, Lukas von Horbatschewsky, Lula Cotton-Frapier, Maxence Danet-Fauvel, Michelangelo Fortuzzi, Robin Migné, Tua El-Fawwal

### Share the Love Con

#### Prima edizione
La prima edizione si è svolta il 30 novembre e il 1º dicembre 2019 a Milano. Gli ospiti dell'evento sono stati:
- Beatrice Bruschi, Rocco Fasano, Federico Cesari, Nicholas Zerbini, Pietro Turano e Greta Ragusa da Skam Italia.
- Thomas Hayes da Skam.
- Maxence Danet-Fauvel da Skam France.

#### Seconda edizione
La seconda edizione si svolgerà il 13 e il 14 giugno 2020 a Milano. Gli ospiti confermati sono:
- Rocco Fasano da Skam Italia.
- Maxence Danet-Fauvel da Skam France.
- Lukas von Horbachewski da Druck.
- Iman Meskini da Skam.